# Fredrik de Jounge
Fredrik de Jounge, född 15 december 1963, är en svensk operasångare (tenor), konsertsångare och sångpedagog. 
de Jounge debuterade 1983 som 19-åring vid Ystadsoperan. Han har studerat vid Musikhögskolan och Operahögskolan i Stockholm med sångstudier för bland andra Lilian Gentele, Rudolf Knoll och Nicolai Gedda. Han har även studerat i Salzburg, Wien och New York. 
Han gjorde debut på Operan i Stockholm i Elektra 1993. Säsongen 1993–94 var han engagerad vid Folkoperan och operafestivalen i Jerusalem. Därefter följde gästspel på bland annat Helsingfors nationalopera, Kungliga Operan i Stockholm, Festspelen i Salzburg, operan i Leipzig, Nyslotts operafestival, Rimskij-Korsakow-teatern i Sankt Petersburg, Stadttheater Biel i Schweiz, Opera Stabile vid Hamburgische Staatsoper i Hamburg.
Sommaren 1997 gästspelade han som styrmannen i Den flygande Holländaren i Hildesheim i Tyskland, vilket gav honom ett tvåårskontrakt med teatern i Hildeheim. Han var engagerad vid Oldenburgisches Staatstheater i Oldenburg 1999–2002. Under sina år i Tyskland har de Jounge gästspelat på ett stort antal operahus i många av de  50-tal roller som han sjungit hittills. Sommaren 2002 medverkade han vid Folkoperans uppsättning av Lucia di Lammermoor vid Confidencen och vid Folkoperan för samma produktion. I Sverige har han bland annat sjungit vid Norrlandsoperan, Confidencen, Folkoperan och Reginateatern.
de Jounge har också framträtt som solist i konserter och romansaftnar i bland annat 
USA, Kanada, Italien, Ryssland, Portugal, Österrike, Schweiz, Tyskland och Finland.

## Teater

### Roller
| År   | Roll     | Produktion                                                                     | Regi          | Teater            |
| ---- | -------- | ------------------------------------------------------------------------------ | ------------- | ----------------- |
| 2016 | Ensemble | The Phantom of the Opera Andrew Lloyd Webber, Charles Hart och Richard Stilgoe | Harold Prince | Cirkus, Stockholm |